# 大石峠 (大分県)
大石峠（おしがとう）は、大分県中津市山国町大字守実と同日田市大字花月の間にある峠である。「おおいしとうげ」という読みは誤りである。また、地元ではしばしば「おしがと」と呼ばれる。

## 概要
現在、国道212号が奥耶馬トンネルで大石峠を貫いている。しかし日田側、中津側ともに長距離にわたり急勾配の坂が続き、交通の難所となっている。悪天候時には一定の雨量に達すると交通規制が敷かれる。
とりわけ積雪時はスリップ事故などが多発しており極めて不安定な状態になる。奥耶馬トンネル付近は木々の陰に覆われ日照りが少ないためにしばしば雪が溶けない。
なお奥耶馬トンネルの真上には、奥耶馬トンネルの貫通以前に利用されていた大石峠隧道が残っているが、旧国道であるわけではない。理由は後述。

## 国道指定の経緯
1976年（昭和51年）に延長717メートルの奥耶馬トンネルが貫通するまでは、大石峠の北にある伏木峠が国道指定されていた。歴史的に見ても伏木峠の方が主要道であり、大石峠は単なる里道に過ぎなかったのである。ところが、モータリゼーションの波が押し寄せ、伏木峠の曲がりくねった狭路では増加の一途をたどる通行車両をさばき切れなくなってしまった。そこで奥耶馬トンネルの建設およびそこに至る道路の計画と整備がおこなわれ、大石峠を通るルートが国道指定され、伏木峠は大分県道720号日田山国線に降格となったのである。

## 大石峠隧道
奥耶馬トンネルの真上に今も残っている大石峠隧道は、明治期に穿たれたものである。地質がもろい上に、モルタル吹き付けなどを一切施していない素掘りの隧道であるので、少しずつ崩落し続けている。現在でも埋没はしていないものの、崩落の影響で非常に大きな穴となっている。落石のおそれがあり、非常に危険であるために完全通行止めとなっている。もっとも、崩落の影響で路盤が高くなっており、車両の通行自体が不可能な状態である。